# Polchower Linde
Die Polchower Linde ist eine Sommerlinde (Tilia platyphyllos) im Amt Laage in Mecklenburg-Vorpommern. Sie befindet sich im zur Gemeinde Wardow gehörenden Ortsteil Polchow auf dem Gelände des Kirchfriedhofs. Aufgrund ihres Standortes direkt neben der Kirche wird sie auch als Kirchlinde oder Kirchhofslinde bezeichnet. Seit 1937 ist der Baum als Naturdenkmal geschützt.

## Beschreibung

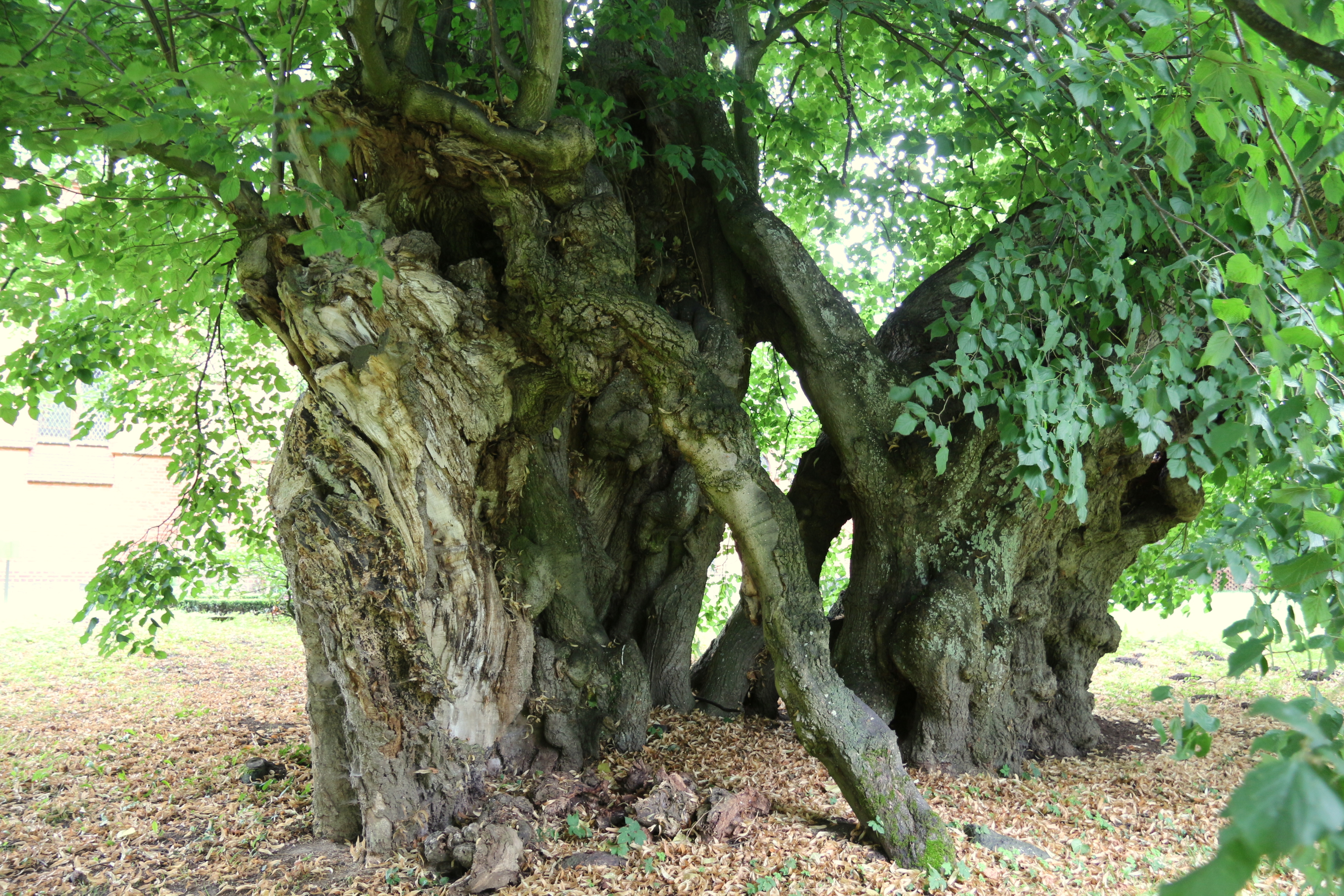
Stamm der Linde

Die Linde ist mit ihrem Stammumfang von 14,40 m (Stand: Februar 2022, gemessen in 1,3 m Höhe) eine der dicksten Linden Deutschlands. In Mecklenburg-Vorpommern ist sie der Baum mit dem größten Umfang. Der Stamm ist hohl und besteht aus drei Teilen. Angenommen wurde, dass es drei Einzelbäume wären, da dies früher als Symbol der christlichen Dreifaltigkeit eine häufige Pflanzweise war. Genetischen Untersuchungen zufolge handelt es sich allerdings nicht um mehrere zusammengewachsene Stämme verschiedener Bäume, sondern um ein einzelnes Baumexemplar. Einer der Stämmlinge brach im Jahr 2017 ab, wobei sich herausstellte, dass der Baum an der Abbruchstelle mit dem Brandkrustenpilz befallen war. Die Linde benötigt immer wieder Pflegeschnitte zur Entlastung der Krone, wird aber ansonsten als enorm vital beschrieben. Sie erreicht eine Höhe von etwa 20 m bei einem Kronendurchmesser von ebenfalls 20 m.
Gelegentlich wird der Baum als Tausendjährige Linde bezeichnet. Dieses Alter wurde ihr im 19. Jahrhundert auch vom Naturforscher Ernst Boll zugeschrieben. Damals soll sie einen Stammumfang von 40 Pariser Fuß gehabt haben, was fast 13 m entsprechen. Georg von Arnswaldt gab 1911 einen Umfang von 13,5 m an und bezeichnete sie als den stärksten Baum Mecklenburgs. Das Alter schätzte er jedoch auf etwa 700 Jahre unter der Annahme, dass sie ungefähr so alt ist, wie das erste Kirchengebäude in Polchow. Deren Bau wird auf das Jahr 1228 datiert. 1919 berichtete er dagegen von einem Umfang von 13 m und einem Alter von höchstens 750 Jahren. Aktuellen Schätzungen des Umweltamtes des Landkreises Rostock zufolge beträgt ihr Alter heutzutage etwa 800 Jahre.

## Sage
Der Sage nach soll der Teufel aus Ärger über die frommen Einwohner Polchows geplant haben, die Kirche zu zerstören, indem er sie in seine Manteltasche stecken wollte. Dieser Plan konnte von den Polchower Bauern verhindert werden, da sie das Gotteshaus mit einer dicken Kette an die Linde bunden. So steht die Kirche noch heute auf ihrem Platz und wird weiterhin behütet von der Linde.

## Nationalerbe-Baum
Das Kuratorium Nationalerbe-Baum der Deutschen Dendrologischen Gesellschaft zeichnete die Linde im Mai 2022 zum Nationalerbe-Baum aus. Sie ist der erste derart ausgezeichnete Baum in Mecklenburg-Vorpommern. Anlässlich der Ausrufungsfeier fand ein Pflegeschnitt statt, um die Standfestigkeit des Baumes zu verbessern.